# 알브레

알브레 영주와 공작들의 본래 문장.

14세기 이후 알브레 영주와 공작들의 문장.

알브레 (Albret, 라브리)는 랑드에 위치한 영주령(seigneurie)이며, 중세 시대 프랑스의 가장 강력한 봉건 가문 중 하나에게 주어졌다.

## 역사
알브레 출신들은 자신들을 내전 기간에서 눈에 띄기 시작했다고 하며, 14세기에 그들은 잉글랜드를 옹호했다가도 이후에는 프랑스로 세력을 갈아탔다.
알브레의 영주 아르노 아마니외(Arnaud Amanieu)는 잉글랜드에게서 기옌을 점령하는데 도움을 줬다. 그의 아들 샤를은 프랑스의 콘네타블이 되었으며, 1415년 아쟁쿠르 전투에서 전사했다. 알브레의 영주 알랭 달브레는 안 드 브르타뉴와 혼인하길 바라며, 그것이 샤를 8세와의 분쟁으로 이어졌지만, 그의 바람은 안이 오스트리아의 막시밀리안과 약혼하며 끝이 났으며, 그는 1486년 낭트에서 프랑스 왕실에 항복하였다.
그 당시 알브레가는 프랑스 왕에게서 많은 토지를 부여받으며 상당히 중요도가 높은 영토를 획득했다. 알랭의 아들 장 달브레는 카탈리나와의 혼인으로 나바라의 군주가 되었다. 그들의 아들 헨리케 2세는 1550년에 알브레 공작 작위를 만들었다. 프랑수아 1세의 누이인 그의 아내 마르그리트 드 나바르 사이에서 방돔 공작 앙투안 드 부르봉과 혼인하게 되는 딸 호아나 3세를 가졌으며, 나바라 왕 헨리케 3세의 어머니가 되었다.
헨리케 3세의 즉위로 프랑스 왕령지와 합쳐지게 된 알브레 공작령은 1651년에 스당과 로쿠르 교환으로 라 투르 도베르뉴 가(부용 공작 참고)에게 주어졌다.
알브레 가의 분가에는 많은 외교적 협상, 1519년 신성 로마 제국 황제 선출 활동에 프랑수아 1세에게 고용된 오르발의 영주이자 르텔과 드뢰 백작, 샹파뉴의 관리자인 장 달브레가 속한다.

## 알브레 영주
- 아마니외 1세(Amanieu I) 1050–1060
- 아마니외 2세(Amanieu II) 1060년 출생
- 베르나르 에지 1세(Bernard Ezi I) ?–?
- 아마니외 3세(Amanieu III) 1100–1130
- 베르나르 에지 2세 1130년 출생
- 아마니외 4세(Amanieu IV) 1174년 사망
- 아마니외 5세(Amanieu V) 1174–1209
- 아마니외 6세 1209–1255
- 아마니외 7세 1255–1270
- 베르나르 에지 3세 1270–1281
- 마테 달브레 (공주) 1281–1295
- 이자벨 달브레 (공주) 1295–1298
- 아마니외 8세 1298–1324
- 베르나르 에지 4세 1324–1358
- 아르노 아마니외 달브레 1358–1401
- 샤를 1세 달브레 1401–1415
- 샤를 2세 달브레 1415–1471
- 장 1세 달브레 (1471년 이전 사망) - 타르타스 자작 장 1세로도 알려짐
- 알랭 달브레 1471–1522
- 장 2세 달브레 (1516년 사망)
- 앙리 1세 달브레 1522–1555 - 나바르의 군주로는 헨리케 2세
- 잔 달브레 1555–1572 - 나바르의 군주로는 호아나 3세.
- 앙리 드 부르봉 1572–1610 (호아나 3세의 아들)

## 같이 보기
- 알브레가 출신 나바라 군주 목록
- 나바르의 군주 가계도